# Yowlah
La yowlah (anche al-ayyala o al-razha) è una tradizionale danza marziale dell'Oman e degli Emirati Arabi Uniti. Viene eseguita da soli uomini, i quali ballano circondati da donne che si muovono in segno di gratitudine per la protezione ricevuta dai cavalieri.
Nel 2014 è stata iscritta nella lista rappresentativa del patrimonio culturale immateriale dell'umanità dell'UNESCO.

## Descrizione
Un tempo questa danza era parte di un rituale di unità tribale e veniva eseguita qualora la tribù venisse minacciata dai nemici.
La yowlah viene eseguita da uomini che indossano un dishdasha bianco e che saltellano da un piede all'altro brandendo dei bastoni. Il tutto viene accompagnato da percussioni e gli interpreti intonano una canzone poetica. I brani interpretati glorificano la vita nomade e tribale ed esaltano i valori della difesa, della solidarietà e della vittoria. Questa danza possiede anche delle versioni alternative, come l'al-harbiyya e l'al-wahabbiyya.
Simulando una finta battaglia, i danzatori si pongono l'uno di fronte all'altro. Negli Emirati Arabi Uniti ognuno pone le mani attorno alla vita dell'altro, mentre in Qatar si fa uso di bastoni o spade. Le donne circondano i ballerini facendo ondeggiare i loro capelli nel rito della naash, che ricorda l'obbligo dei cavalieri di proteggere le donne.
Nella versione al-harbiyya il canto regola i movimenti dei ballerini, mentre nella versione al-wahabbiyya, diffusa nelle aree rurali e costiere di Ras Al Khayma e dell'Emirato di Fujaira, i danzatori fanno uso di armi e si muovono a ritmo di percussioni. Il ritmo risulta più lento e le donne non prendono parte all'esibizione.
In Oman i danzatori si dispongono in due file ponendosi l'uno di fronte all'altro e muovendosi in avanti, ondeggiandosi avanti e indietro per simulare la testa di un cammello in movimento.
La yowlah viene eseguita in occasione di cerimonie ufficiali, feste nazionali, matrimoni, visite di Stato e partite di calcio.